# Tiphodytes godavari
Tiphodytes godavari är en stekelart som beskrevs av Lubomir Masner 1972. Tiphodytes godavari ingår i släktet Tiphodytes och familjen Scelionidae. Inga underarter finns listade i Catalogue of Life.